# Paul William Richards
Paul William Richards (* 20. května 1964 Scranton, Pensylvánie) je americký inženýr a bývalý kosmonaut. Ve vesmíru byl jednou.

## Život

### Studium a zaměstnání
Absolvoval střední školu Dunmore High School ve městě Dunmore, po jejím ukončení v roce 1982 pokračoval ve studiu na Drexel University. Ukončil jej v roce 1987. V roce 1991 ukončil vysokoškolské studium na Marylandské univerzitě v College Parku.
Pro NASA začal pracovat v roce 1996. Téhož roku se zapojil do výcviku budoucích kosmonautů v Houstonu, o dva roky později byl členem jednotky kosmonautů v NASA. Zůstal zde do roku 2002.

### Lety do vesmíru
Na oběžnou dráhu se v raketoplánu dostal jednou s funkcí letový specialista, pracoval na orbitální stanici ISS a strávil ve vesmíru 12 dní, 19 hodin a 49 minut. Jednou vystoupil do volného vesmíru (EVA), strávil v něm 6 hodin a 21 minut. Byl 400. člověkem ve vesmíru.
- STS-102 Discovery (8. března 2001 – 21. března 2001)